# Otero de Herreros
Otero de Herreros – gmina w Hiszpanii, w prowincji Segowia, w Kastylii i León, o powierzchni 43,71 km². W 2011 roku gmina liczyła 997 mieszkańców.